# Малорита
Малорита (на беларуски: Маларыта; на руски: Малорита) е град в Беларус, административен център на Малоритски район, Брестка област. Населението на града е 11 914 души (по приблизителна оценка от 1 януари 2018 г.).

## История
За пръв път селището е упоменато през 1566 година.